# Brekke
Brekke är en kyrkby i Gulens kommun i Vestland fylke i västra Norge.
Orten utgjorde tidigare centralort i dåvarande Brekke kommun som bildades 1850 då Gulens kommun (Evenviks kommun) delades i två delar (Brekke och Evenvik). 1861 slogs Brekke kommun samman med Laviks kommun och bildade Lavik och Brekke kommun. Den 1 januari 1875 fördes en del av Kyrkjebø kommun (Klævolds kommun) över till Lavik och Brekke kommun.
Den 1 januari 1905 blev Brekke återigen en självständig kommun och Lavik och Brekke delades. Brekke hade då 982 invånare. Den 1 januari 1964 slogs Brekke samman med större delen av Gulen och ingår sedan dess i Gulens kommun. Brekke kommun hade då 782 invånare.
Byn Brekke är Norges regnigaste plats och inte Bergen som marknadsförs som Europas regnigaste. Brekke har det norska nederbördsrekordet för årsnederbörd på 5595,9 mm satt 1990 med regn 269 av årets 365 dagar.

## Bilder

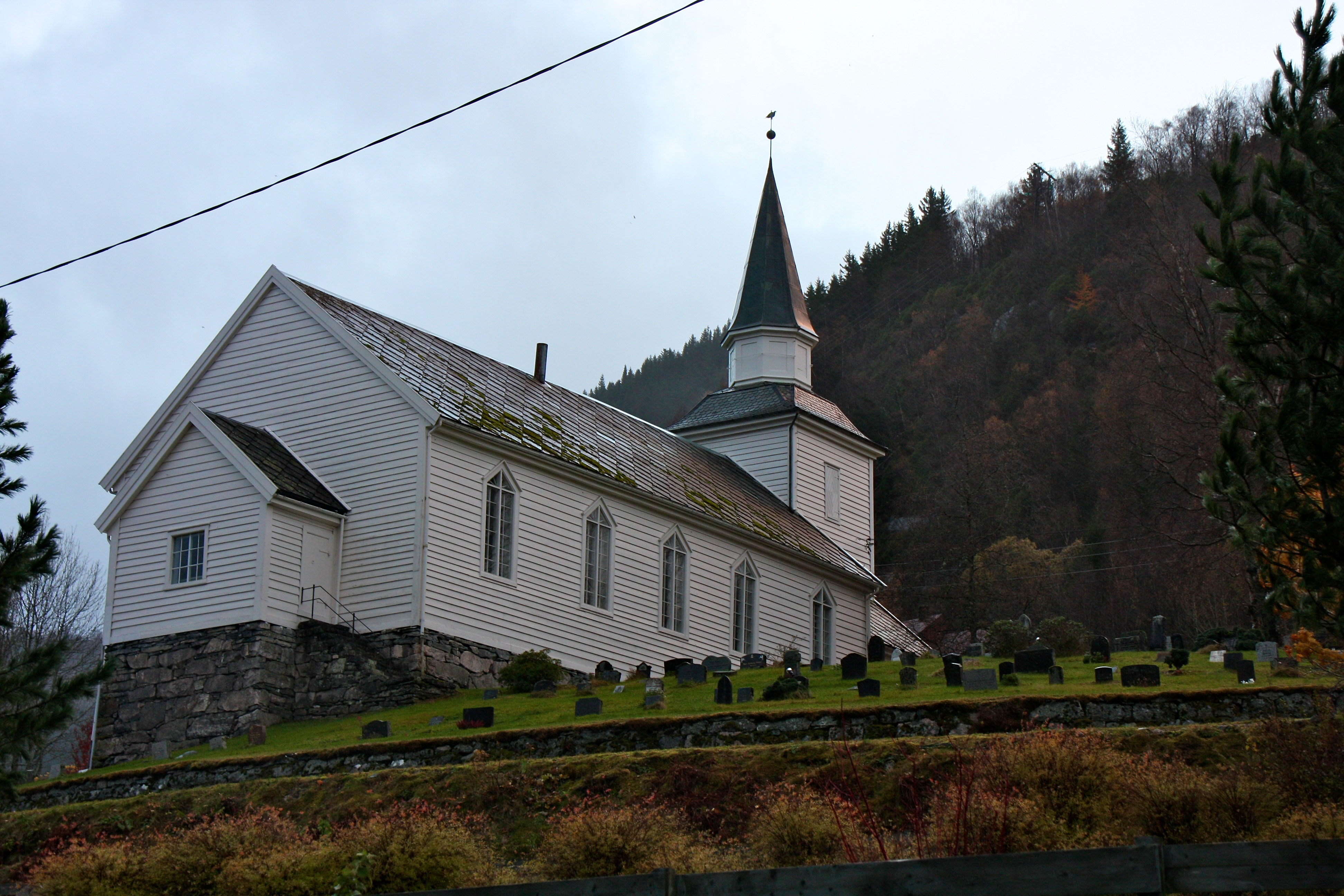
Brekke kyrka.
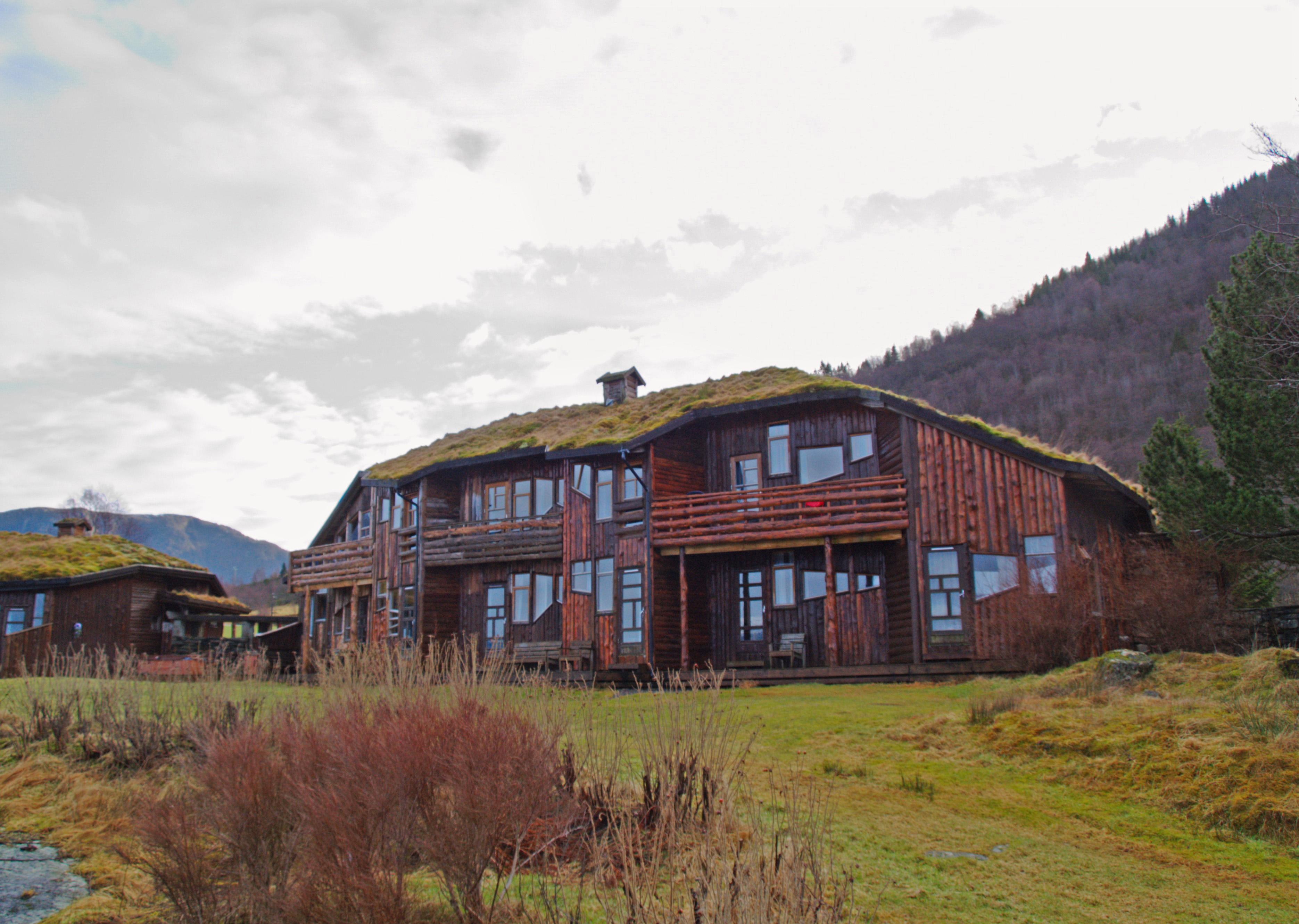
Brekkestranda fjordhotell.
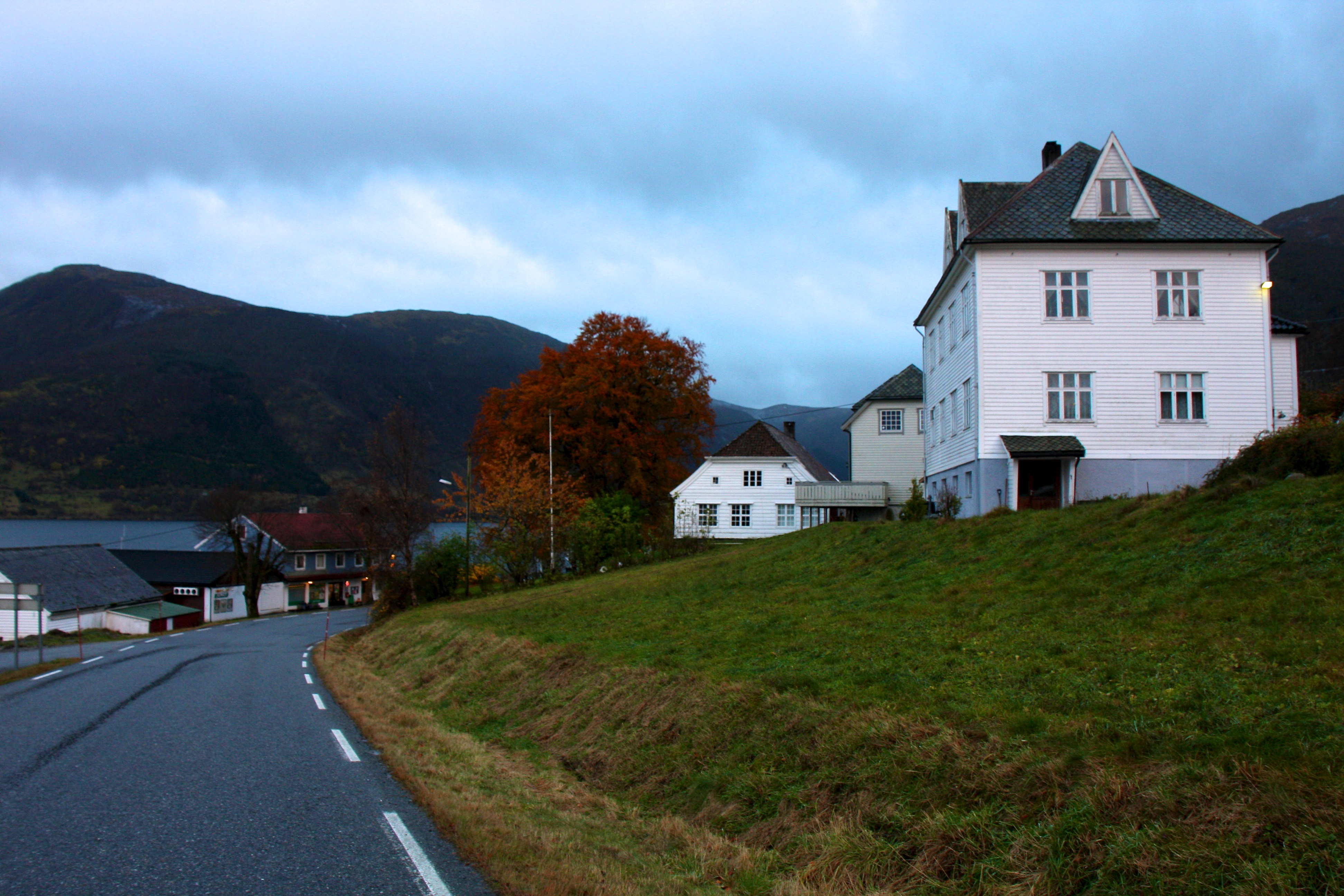
Fylkesväg 602 i Brekke.